# 高藏寺分屯基地
高藏寺分屯基地（高蔵寺分屯基地，こうぞうじぶんとんきち、JASDF Kouzouji Sub Base）位于日本愛知縣春日井市木附町無番地，是航空自衛隊入間基地的分屯基地，部署有第4補給處高藏寺分處等部隊。
分屯基地司令同时兼任第4補給處高藏寺分處長。

## 配置部隊機構
- 航空自衛隊第4補給處高藏寺支處
- 航空自衛隊第5術科学校第1分校（停办。并入小牧基地的第5術科学校本校）

。

## 最近的交通干线
- 鐵路運輸：JR东海中央本线 ／ 爱知环状铁道 高藏寺站